# Masa Rodríguez
María Ángeles Rodríguez Suárez (Gijón, Asturias, 12 de abril de 1957), más conocida como Masa Rodríguez, es una exjugadora de hockey sobre hierba española. Fue campeona olímpica en los juegos olímpicos de Barcelona 1992. Es presidenta de la Federación Madrileña de Hockey desde el año 2000.

## Trayectoria

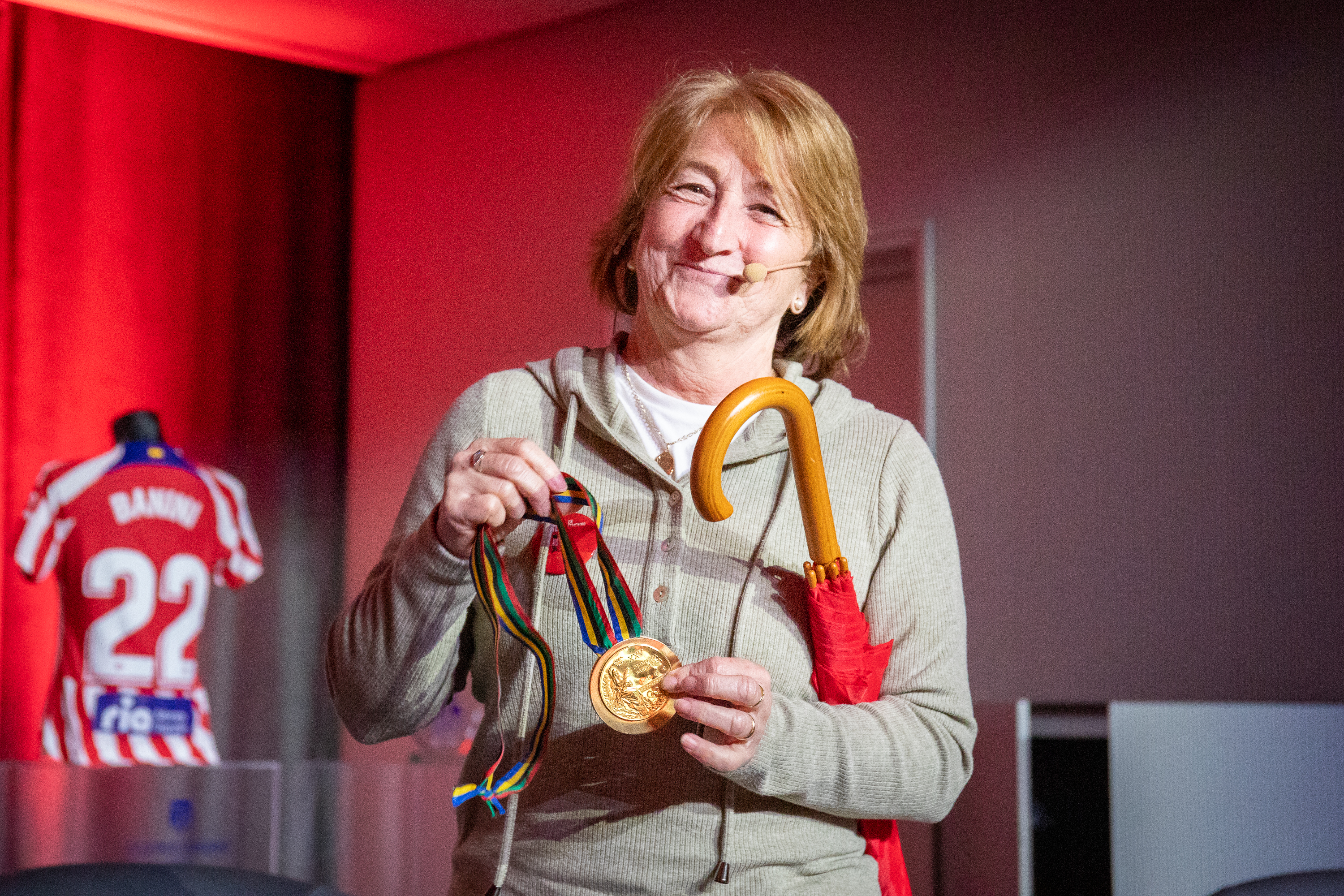
Masa Rodríguez en la segunda edición de Atleti en Femenino

### Inicios
Creció en Gijón. Su padre fue Manuel Rodríguez Torre "Molinucu", que jugó en el Sporting de Gijón entre 1944 y 1957. Fue apodada Masa o Masángeles como apócope de su nombre. Empezó a jugar hockey sala en el Colegio San Vicente en 1970. Cuatro años después pasó a practicar hockey sobre hierba en el Grupo Covadonga.

### Trayectoria como jugadora
Se mudó a Madrid para estudiar  Ciencias de la Actividad Física del Deporte. En Madrid jugó 16 años en el Atlético de Madrid. En hockey sala ganó seis Campeonatos de España en 1978, 1979, 1980, 1982, 1990 y 1991, y los subcampeonatos de 1984 y 1987. En 1990 también conquistó la Copa de la Reina de hockey hierba. El 8 de enero de 1992, Jesús Gil decidió cerrar la sección por la delicada situación económica del club. En febrero de 1992 jugó la final de la Copa de Europa ante el Rüsselsheimer RK, resultando subcampeonas
Siguió practicando este deporte en el Club Aldeasa Valdeluz, donde conquistó el Campeonato de España de hockey sala de 1993, 1994 y 1995 y logró la medalla de bronce en los Campeonatos de Europa de 1995. En hockey hierba ganó la Copa de la Reina en 1993 y 1996, año en que también ganó la Liga División de Honor y la Copa Federación. Posteriormente en el Jab Madrid Hockey. Es presidenta de la Federación Madrileña de Hockey desde el año 2000, donde ha sido elegida en el cargo en cinco ocasiones.

### Trayectoria internacional
Fue internacional absoluta entre 1977 y 1993. En hockey sala participó en los Europeos de 1977, 1981, 1987, 1990, donde logró la medalla de plata y 1993, cuando fue medalla de bronce. En hockey hierba disputó los Europeos sub-21 de 1977 y 1978, en las Copas del Mundo de 1978, 1981, 1986 y 1990, en las Copas Intercontinentales de 1983 y 1989 en las que ascendieron a la Copa del Mundo, en los Copas de Europa de 1984, 1987 y 1991. Realizaban una o dos competiciones anuales hasta 1987 cuando, siendo ya segunda capitana, participó en la preparación de los Juegos Olímpicos. El seleccionador, José Manuel Brasa les planteó distintos objetivos y eligieron comprometerse a un trabajo "inhumano" para lograr una medalla olímpica. En ese periodo logró el subcampeonato de la Copa Intercontinental en 1987 y el Europeo de sala de 1990. En los Juegos Olímpicos, sin ser favoritas, fueron avanzando y lograron la medalla de oro tras ganar a Alemania por 2-1 en la prórroga ante 12.000 espectadores el 7 de agosto de 1992. Tras ganar la medalla olímpica disputó la Champions Trophy de 1993, torneo que fue el último en participar y que ya había disputado en 1991, y se retiró de la selección. Fue 182 veces internacional en hockey hierba y 34 en hockey sala.

### Entrenadora y docente
Mientras jugó en el Atlético de Madrid fue entrenadora de las categorías inferiores desde 1977. Cuando empezó a jugar en el Aldeasa Valdeluz en 1993 también se encargó de entrenar al equipo, así como a las categorías inferiores, y fue nombrada seleccionadora nacional femenina sub-16 y seleccionadora madrileña sub-18 femenina. Con la selección madrileña sub-18 ganó el campeonato de España en 1993 y 1996 y con la selección española sub-16 ganó la Medalla de Plata Torneo 4 Naciones. En 1997 pasó a ser seleccionadora absoluta femenina durante dos temporadas, cargo que compatibilizó con el de seleccionadora sub-18 Femenina, equipo con el que ganó la Medalla de Oro en la Copa de Europa en 1999, y el de segunda entrenadora de la selección nacional sub-21 Femenina.
En paralelo se dedicó a ser profesora de educación física en un colegio y en la Facultad de ciencias de la actividad Física y Deportes (INEF) de la Universidad Politécnica de Madrid hasta 2022, cuando se jubiló.